# Alan Mulally

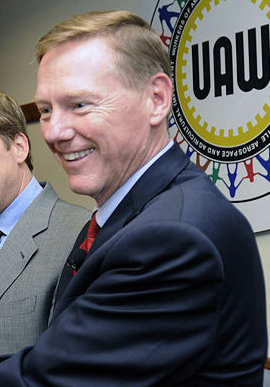
Alan Mulally

Alan Roger Mulally (* 4. August 1945 in Oakland, Kalifornien) ist ein amerikanischer Ingenieur und Manager. Er war von September 2006 bis Juni 2014 Präsident und CEO der Ford Motor Company.

## Leben
Alan Mulallys Eltern sind Charles R. Mulally und Lauraine Lizette Clark. Er graduierte an der University of Kansas im Jahre 1969 als Master of Science als Luft- und Raumfahrt Ingenieur. Danach erlangte er den Master-Abschluss im Management (S.M.) von der MIT Sloan School of Management im Jahre 1982. Mulally begann seine Karriere bei Boeing als Ingenieur 1969. Ihm werden zu großen Teilen die Restrukturierungen bei BCA und das Wiedererstarken Boeings gegenüber Airbus bis zur Mitte der 2000er zugeschrieben. Dann war er stellvertretender Vorsitzender bei Boeing und CEO der Boeing Commercial Airplanes (BCA).
Im Jahr 2006 wurde Mulally Präsident und CEO der Ford Motor Company. Ende 2008 trat Alan Mulally zusammen mit den CEOs von GM (Rick Wagoner) und Chrysler (Robert Nardelli) vor einen Ausschuss des US-Senats, um von der US-Regierung zur Abwendung der drohenden Zahlungsunfähigkeit Rettungsgeld zu erbitten, wobei FORD als einziger der drei nicht direkt von der Pleite bedroht war und nur für den Fall, dass die Rezession länger als erwartet anhalten würde, eine Bürgschaft erbat. Dies trat jedoch nie ein, da Mulally für einen solchen Fall bereits vorgesorgt hatte. Die CEOs wurden vor dem Senat wegen verfehlter Modellpolitik, jahrelangem Lobbyismus gegen schärfere Verbrauchsrichtlinien (US-amerikanische CAFE-Gesetzgebung) und der Anreise mit eigenen Firmenjets heftig kritisiert. Auch hier bezog sich der Vorwurf nur teilweise (Jet) auf Ford.
Alan Mulally hat drei Söhne (Christopher, Timothy und Peter), zwei Töchter (Amanda und Molly) und ist verheiratet mit Jane „Nicki“ Mulally, geb. Connell.